# Орден «Святые Кирилл и Мефодий»
Орден «Святые Кирилл и Мефодий» (болг. Орден «Светите Кирил и Методий») — государственная награда Республики Болгария.
Орденом награждаются болгарские и иностранные граждане, имеющие значительный вклад в развитие культуры, искусства, образования и науки.

## История
Орден «Святые Кирилл и Мефодий» является правопреемником двух других одноимённых болгарских орденов.

## Положение о награде
Ст. 5.
(1) Орденом «Святые Кирилл и Мефодий» награждаются болгарские и иностранные граждане, имеющие значительный вклад в развитие культуры, образования и науки.
(2) Орден «Святые Кирилл и Мефодий» имеет следующие степени:
1. цепь ордена;
2. первая степень - золотой крест с оранжевой лентой;
3. второй степени - серебряный крест с оранжевой лентой.
(3) Орденом «Святые Кирилл и Мефодий» награждаются:
1. цепью ордена - лица, имеющие особо важный вклад в развитие культуры, искусства и науки;
2. первой степенью ордена - лица, имеющие большие заслуги в области культуры, образования и науки;

3. второй степенью ордена - педагоги, деятели культуры и литературы.

## Описание
1. цепь ордена:
а) золотой крест, покрытый белой эмалью, на лицевой стороне — круглый медальон в середине креста, с изображением святых Кирилла и Мефодия и надписью по кругу: СВ. СВ. КИРИЛ И МЕТОДИЙ (болг. «Святые Кирилл и Мефодий»), на обратной стороне креста медальон расцвечен цветами болгарского национального флага и имеет надпись по кругу: РЕПУБЛИКА БЪЛГАРИЯ (болг. Республика Болгария), между сторонами креста — языки пламени, покрытые красной эмалью, цепь ордена имеет овальные звенья; носится на шее;
б) звезда ордена с цепью: на золотых лучах — золотой крест, покрытый белой эмалью, круглый медальон в середине креста с изображением святых Кирилла и Мефодия и надписью по кругу: СВ. СВ. КИРИЛ И МЕТОДИЙ, между сторонами креста — языки пламени, покрытые красной эмалью;
2. первая степень: золотой крест, покрытый белой эмалью, круглый медальон в середине креста, с изображением святых Кирилла и Мефодия и надписью по кругу: СВ. СВ. КИРИЛ И МЕТОДИЙ, на обратной стороне креста медальон расцвечен цветами болгарского национального флага и имеет надпись по кругу: РЕПУБЛИКА БЪЛГАРИЯ, между сторонами креста — языки пламени, покрытые красной эмалью; носится на груди;
3. вторая степень: серебряный крест, покрытый белой эмалью, круглый медальон в середине креста, с изображением святых Кирилла и Мефодия и надписью по кругу: СВ. СВ. КИРИЛ И МЕТОДИЙ, на обратной стороне креста медальон расцвечен цветами болгарского национального флага и имеет надпись по кругу: РЕПУБЛИКА БЪЛГАРИЯ, между сторонами креста — языки пламени, покрытые красной эмалью; носится на груди.

## Галерея

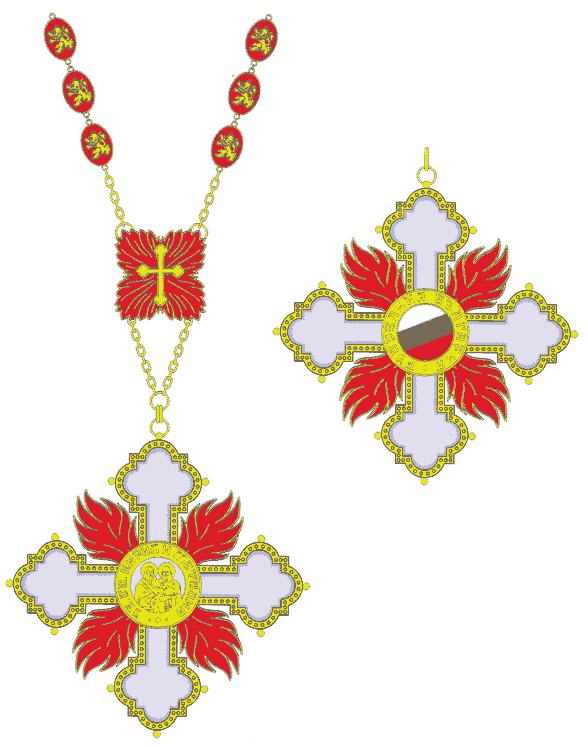
Знак ордена на цепи
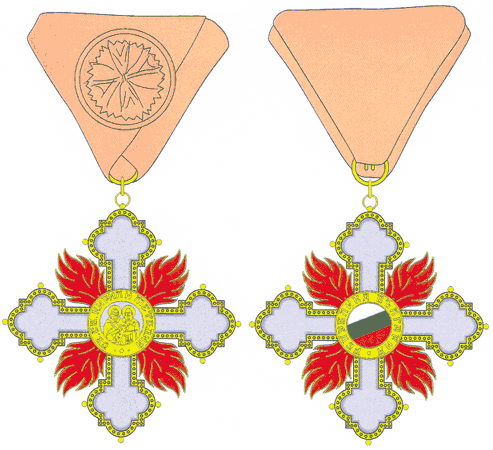
Знак 1 степени
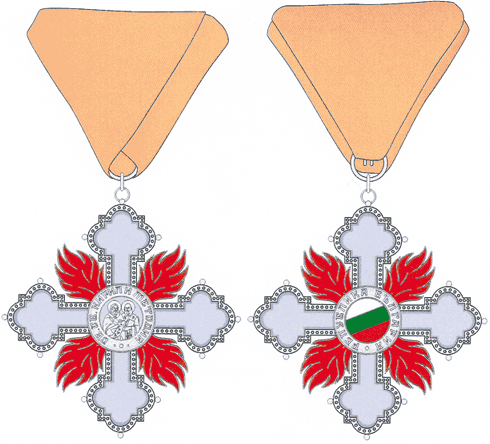
Знак 2 степени